# Advocacia Pública do Brasil
A Advocacia Pública (ou Procuratura Pública) é a função permanente e essencial à Justiça à qual compete a representação, fiscalização e controle jurídicos do Estado, e o zelo pelo patrimônio público contra terceiros ou contra os ocupantes do Governo. É responsável pela representação judicial e a consultoria jurídica dos entes estatais.
No âmbito federal compete à Advocacia-Geral da União representar a União internamente e a República Federativa do Brasil na ordem internacional. Na esfera das autarquias e fundações públicas federais, entretanto, compete à Procuradoria-Geral Federal as funções de Advocacia Pública, e à Procuradoria-Geral do Banco Central do Brasil o desempenho das atividades em relação ao Banco Central. No campo estadual, o exercício da Advocacia Pública se dá, exclusivamente, pelos Procuradores dos Estados e do Distrito Federal, inclusive no que diz respeito a eventuais descentralizações administrativas como autarquias e fundações.
Em que pese haver a Constituição Federal de 1988 silenciado quanto às procuradorias municipais, atualmente se tem entendido como incompatível com o regime de direito público a ausência de órgãos e membros de Advocacia Pública nos entes.   Atualmente, portanto, é comum aos municípios minimamente organizados possuir Procuradoria-Geral do Município.

## Atribuições
O Brasil adotou um sistema independente, no qual as atribuições da Advocacia Pública decorrem do chamado ministério público lato sensu, incluindo a defesa de interesses difusos e a proteção do patrimônio público.
É enxergada, por alguns autores, como um marco divisório limitativo dos interesses políticos dentro da Administração Pública, ou, ainda, a função responsável por impor os limites entre o Governo (temporário e movido por ideologias partidárias) e o Estado (entidade permanente e regida pelo Direito). Assim é que cabe aos procuradores públicos a proteção do Estado contra terceiros e contra o próprio Governo, não permitindo que questões políticas tragam gravames ilícitos ao Estado.
Neste sentido, são algumas de suas atribuições, dentre outras que a lei instituir:
- a fiscalização jurídica dos atos, contratos e do regular funcionamento do Estado, cabendo a ela a responsabilização civil e administrativa dos agentes públicos que violarem as leis e a Constituição;
- a representação jurídica dos três poderes do Estado e da República perante órgãos nacionais ou internacionais;
- a promoção de ações de improbidade administrativa em face de agentes públicos ou terceiros que atentarem contra a integridade do patrimônio público;
- a promoção da ação civil pública em defesa do patrimônio público e do meio ambiente;
- o controle interno atividade financeira do Estado;
- exercer o controle da dívida pública, das operações de crédito, avais e garantias, bem como dos direitos e haveres do Estado;
- o combate à corrupção no setor público;
- a repressão à lavagem de dinheiro, ao truste, à evasão de divisas e à sonegação;
- a consultoria jurídica de todos os órgãos integrantes integrantes do Poder Executivo e autarquias;
- a responsabilidade pela defesa da dívida ativa de natura fiscal, realizando sua cobrança judicial e extrajudicial, bem como defendendo o Estado em causas relativas a exações tributárias e não tributárias;
- zelar pela organização e pelo cumprimento da função social da propriedade no espaço urbano.

## Constituição Federal de 1988
Até o advento da Constituição de 1988, o Brasil adotava um sistema similar àquele de países como os Estados Unidos da América: a representação jurídica do Estado era atribuída ao Ministério Público, que a acumulava com suas demais competências. A União, portanto, era representada pelo Ministério Público Federal, enquanto os Estados tinham sua representação jurídica pelo Ministério Público Estadual. Assim, a advocacia lato sensu era dividida entre o ministério público e o ministério privado (Advocacia Privada, considerada nesta a Defensoria Pública).
A Procuradoria da Fazenda Nacional, nos moldes trazidos pelo Decreto-Lei nº 147/1967, exercia tão somente funções administrativas, no âmbito do Ministério da Fazenda. Entretanto, o processo de redemocratização do Brasil passou a demandar progressivamente mais do órgão, bem como reivindicava uma maior fiscalização do Estado.
Assim, sob pressão de alguns setores da sociedade, a Constituição Federal de 1988 superou o modelo clássico de tripartição do Estado, instituindo as Funções Essenciais à Justiça, em seus artigos 127 a 135. Tais funções devem ostentar elevado grau de independência dos demais poderes, tendo como responsabilidade precípua o livre trânsito e fiscalização de seu funcionamento, remetendo-se a ramificações do clássico instituto do Ombudsman. Constituem subdivisões do que se convencionou chamar de advocacia lato sensu. 
Criou-se, dentre estas funções, a Advocacia Pública (ou Procuratura Pública), adotando-se o sistema italiano de procuraturas. Nesse sistema, a advocacia lato sensu passou a se dividir em quatro:
- Procuratura da sociedade: Ministério Público em sentido estrito (artigos 127 a 130-A da Constituição);
- Procuratura do Estado: Advocacia Pública (artigos 131 e 132 da Constituição);
- Procuratura de interesses privados: Advocacia Privada, como ministério privado (art. 133 da Constituição);
- Procuratura dos hipossuficientes: Defensoria Pública (artigos 134 e 135 da Constituição). [7]

Neste sentido, o ministério público lato sentu restou repartido entre o Ministério Público, a Advocacia Pública e a Defensoria Pública. O ministério privado, por sua vez, seguiu com a Advocacia Privada.
A Advocacia Pública ficou encarregada pelo controle jurídico do Estado e zelo do patrimônio público, o que lhe atrai as mais inúmeras funções.
Para desempenho das funções de Advocacia Pública na instância federal, foi criada a Advocacia-Geral da União, à qual cabe a representação e controle jurídicos da União em âmbito nacional e da República Federativa do Brasil em âmbito internacional, bem como a defesa de todos os poderes da União na esfera judicial ou extrajudicial e a consultoria dos órgãos do Poder Executivo Federal.
A Procuradoria da Fazenda Nacional, pois, abandonou a antiga qualidade de mero órgão do Ministério da Fazenda, passando a integrar a Advocacia-Geral da União, ao lado da Procuradoria-Geral da União, enquanto legítima e constitucional parcela da Advocacia Pública, e ficando incumbida da representação e controle jurídicos da União, na ordem interna, e da República Federativa do Brasil, na ordem internacional, em matérias relativas à dívida pública e à Dívida Ativa da União (DAU).

## Advocacia-Geral da União
A Advocacia-Geral da União - AGU é a instituição brasileira responsável pelo exercício da advocacia pública em âmbito federal. Por advocacia pública federal entende-se a defesa de todos os poderes da União na esfera judicial ou extrajudicial, bem como o exercício de atividades de consultoria e assessoramento jurídico do Poder Executivo Federal. Além disso, também representa a República Federativa do Brasil perante a justiça de outros países e organismos e jurisdições internacionais. Na Constituição Federal (art. 131), a AGU é tratada como função essencial à justiça, ao lado do Ministério Público, da Defensoria Pública, da Advocacia Privada e dos poderes da República.
A Advocacia-Geral da União é integrada por por duas carreiras: os Advogados da União e os Procuradores da Fazenda Nacional. A lei, entretanto, criou órgãos vinculados à AGU, formados pelos Procuradores Federais e os Procuradores do Banco Central. Seus membros ocupam cargos efetivos providos mediante concurso público de provas e títulos. Assim, estrutura-se da seguinte forma:
Órgãos componentes:
- Procuradoria-Geral da União: responsável pela representação e fiscalização jurídicas da União em geral;
- Procuradoria-Geral da Fazenda Nacional: responsável pela representação e fiscalização jurídicas da União em questões relativas à dívida pública externa, interna e à Dívida Ativa da União (DAU).

Órgaos vinculados:
- Procuradoria-Geral Federal: responsável pela representação e fiscalização jurídicas das autarquias e fundações públicas federais;
- Procuradoria-Geral do Banco Central do Brasil: responsável pela representação e fiscalização jurídicas do Banco Central do Brasil.

A instituição é chefiada pelo Advogado-Geral da União, cargo atualmente ocupado pelo Procurador da Fazenda Nacional Jorge Messias. O cargo é nomeado pelo Presidente da República, que goza do status de Ministro de Estado e deve ser maior de 35 anos de idade.